# Los 12 de Comisiones
 (juillet 2025).
La mise en forme du texte ne suit pas les recommandations de Wikipédia : il faut le « wikifier ».
Les points d'amélioration suivants sont les cas les plus fréquents. Le détail des points à revoir est peut-être précisé sur la page de discussion.
- Les titres sont pré-formatés par le logiciel. Ils ne sont ni en capitales, ni en gras.
- Le texte ne doit pas être écrit en capitales (les noms de famille non plus), ni en gras, ni en italique, ni en « petit »…
- Le gras n'est utilisé que pour surligner le titre de l'article dans l'introduction, une seule fois.
- L'italique est rarement utilisé : mots en langue étrangère, titres d'œuvres, noms de bateaux, etc.
- Les citations ne sont pas en italique mais en corps de texte normal. Elles sont entourées par des guillemets français : « et ».
- Les listes à puces sont à éviter, des paragraphes rédigés étant largement préférés. Les tableaux sont à réserver à la présentation de données structurées (résultats, etc.).
- Les appels de note de bas de page (petits chiffres en exposant, introduits par l'outil «  Source ») sont à placer entre la fin de phrase et le point final[comme ça].
- Les liens internes (vers d'autres articles de Wikipédia) sont à choisir avec parcimonie. Créez des liens vers des articles approfondissant le sujet. Les termes génériques sans rapport avec le sujet sont à éviter, ainsi que les répétitions de liens vers un même terme.
- Les liens externes sont à placer uniquement dans une section « Liens externes », à la fin de l'article. Ces liens sont à choisir avec parcimonie suivant les règles définies. Si un lien sert de source à l'article, son insertion dans le texte est à faire par les notes de bas de page.
- La présentation des références doit suivre les conventions bibliographiques. Il est recommandé d'utiliser les modèles {{Ouvrage}}, {{Chapitre}}, {{Article}}, {{Lien web}} et/ou {{Bibliographie}}. Le mode d'édition visuel peut mettre en forme automatiquement les références.
- Insérer une infobox (cadre d'informations à droite) n'est pas obligatoire pour parachever la mise en page.

Pour une aide détaillée, merci de consulter Aide:Wikification.
Si vous pensez que ces points ont été résolus, vous pouvez retirer ce bandeau et améliorer la mise en forme d'un autre article.

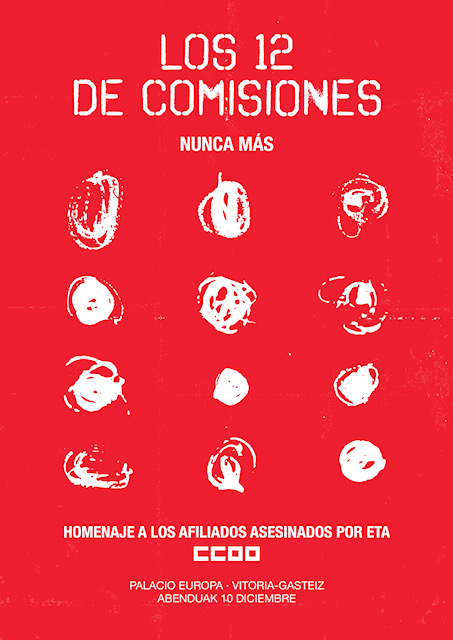
Image de l'affiche de l'hommage organisé à Vitoria le 10 décembre 2021

« Los 12 de Comisiones » est le nom donné aux douze membres du syndicat Comisiones Obreras assassinés par l'ETA. Ces syndicalistes ont été assassinés entre 1978 et 2001, dans la plupart des cas lors d’assassinat planifiées. Le syndicat CCOO a organisé une cérémonie en hommage à ces douze membres le 10 décembre 2021, à Vitoria (Pays basque). Cette cérémonie était présidée par le secrétaire général du syndicat, Unai Sordo. le slogan de cette cérémonie était « Les 12 des Commissions. Plus jamais » («Los 12 de Comisiones. Nunca más»).

## Les douze membres
Parmi les douze membres de CCOO assassinés par l'ETA se trouvent des hommes de toutes classes, des policiers municipaux, des boulangers, des soudeurs, des journalistes, des agents pénitentiaires ainsi que des cuisiniers, etc.

### Antonio García Caballero

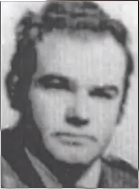
Antonio García

Il était policier municipal à Tolosa et conduisait les voiture à la fourrière municipale. Le 21 juin 1978, il est assassiné par le commando Ganboa de l'ETA. Après avoir terminé son travail sur son chemin retour, trois membres de l'ETA lui ont tiré dessus au moins 14 fois, dont neuf balles lui  étaient létales. Lors du premier congrès général de la confédération syndicale à Madrid du 21 au 25 juin, une minute de silence fut observée en sa mémoire.

### Francisco Medina Albala

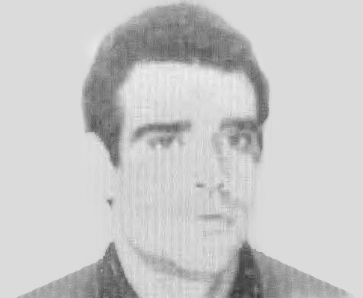
Francisco Medina

Il était ouvrier dans le batiment. L'entreprise pour laquelle il travaillait l'envoya sur le chantier de construction de quelques maisons pour la Garde Civile, dans le quartier d'Intxaurrondo à Saint-Sébastien. Le 22 juin 1999, à 8 heures du matin, alors qu'il se rendait à son travail à moto, trois personnes en voiture l'ont intercepté et lui ont tiré dessus au niveau du numéro 44 de la rue Ametzagaina dans le quartier d'Egia. Il décéda sur le coup.

### Mario González Blasco

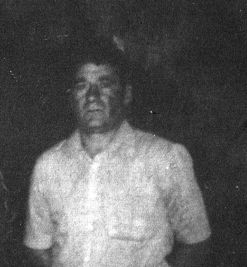
Mario González

Il était soudeur de métier. Le 2 août 1980, vers six heures du matin, il quitte son travail à la mine de Bodovalle. Lorsqu'il rentrait chez lui avec un collègue en voiture en direction de la vallée de Trápaga, ils furent arrêtés par un groupe d'hommes cagoulés qui kidnappèrent Mario et ligotèrent son collègue. À 13 heures, un voisin du quartier d'Aginaga à Eibar trouva le corps de Mario gisant sur le sol.

### Pedro Conrado Martínez Castaños
Il était originaire de Biscaye, comme son frère Imanol et Iñaki Ibargutxi Erostarbe. Tous les trois travaillaient à Guipúzcoa, comme vendeurs à domicile, vendant des livres, des disques et des supports pour l'apprentissage du basque. Lorsqu'ils se retrouvaient à Tolosa, ils mangeaient au restaurant Beti Alai. Le 24 juin 1981, vers 16h30, après leur déjeuner, les trois vendeurs se mettent en route vers leur voiture. Dès qu'ils montèrent à bord, deux hommes se sont approchés avec des mitraillettes et ont tiré plusieurs rafales sur les trois hommes. Son frère Imanol Martínez et Iñaki Ibargutxi sont morts sur le coup. Conrado, pour sa part, a passé neuf longs mois entre la vie et la mort à l'hôpital Arantzazu de Saint-Sébastien, où il est décédé le 29 mars 1982. Il était membre du Parti communiste d'Euskadi . Il semble que les membres du commando Goierri de l'ETA aient pris les trois vendeurs pour des policiers. L'ETA a longtemps nié la revendication de l'assassinat, jusqu'à ce qu'elle le reconnaisse dans le dernier numéro de la publication Zutabe de l'organisation, en novembre 2018.

### Candido Cuña González

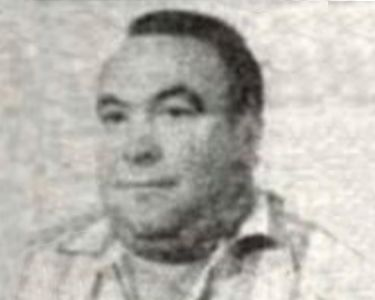
Candido Wedge

Il était boulanger de profession. Alors qu'il sortait d'un bar de Renteria, le 20 octobre 1983, à 18h45, deux hommes cagoulés se sont approchés de lui et lui ont tiré dessus à bout portant. Cándido était allongé sur le sol lorsqu'un des hommes cagoulés est revenu pour lui tirer dessus à nouveau. Il a été transporté d'urgence à l'hôpital de la Croix-Rouge, qui n'a pu constater son décès suite à deux blessures par balle à la tête. Quatre ans plus tôt, en 1979, il avait été touché de huit balles par un autre commando de l'ETA, mais avait réussi à s'en sortir. Comme dans de nombreux autres cas, lorsque l'ETA a revendiqué l'attentat, l'ETA l'a accusé d'être un « collaborateur » de la police, puisqu'il avait vendu du pain à la caserne de Pasajes.

### Félix Peña Mazagatos

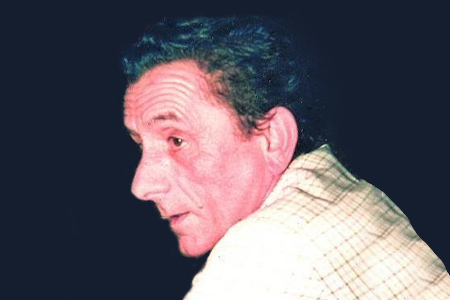
Félix Peña

Il était ouvrier naval à Portugalete. Il se trouvait avec une amie dans une maison du village de Portugalete le 25 avril 1987, lorsqu'un groupe de jeunes a lancé des cocktails Molotov à l'intérieur des locaux. Les vêtements de Félix Peña ont immédiatement pris feu, provoquant de graves brûlures sur le haut de son corps. Après dix jours entre la vie et la mort, il est décédé à l' hôpital de Cruces le 5 mai. La militante socialiste María Teresa Torrano Francia est également décédée dans la même attaque. En avril 2003, la mairie de Portugalete a organisé une commémoration pour les deux défunts. Sur l'un des murs de la maison du village de Portugalete se trouve une plaque commémorative des deux personnes tuées lors de cette attaque.

### Manuel Pérez Ortega

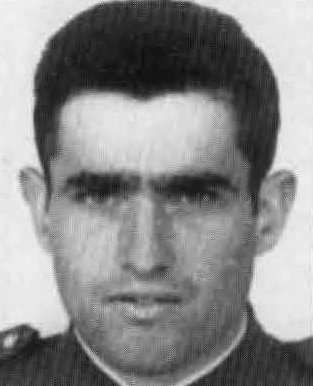
Manuel Pérez

Il était gardien de prison à Séville. Le matin du 28 juin 1991, un colis est expédié adressé au directeur, Javier Romero Pastor. Il contenait une bombe qui, en explosant, a tué quatre personnes : Manuel lui-même, les prisonniers Donato Calzado García et Jesús Sánchez Lozano, ainsi qu'un parent, Raimundo Pérez Crespo. Trente autres personnes ont été blessées. Après l'attaque, des prisonniers de droit commun ont tenté d'attaquer les six membres de l'ETA et les deux prisonniers du GRAPO qui y étaient détenus. Ils ont dû être transférés d’urgence vers d’autres prisons pour éviter de nouvelles répercussions.

### Antonio José Martos Martínez

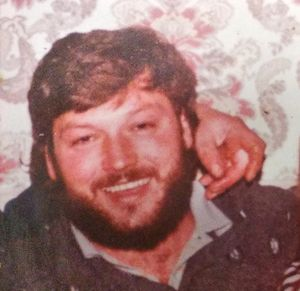
Antonio Martos

Il travaillait dans le BTP. Le 19 mars 1992, à 6h30, un membre de l'ETA a appelé le Real Automobile Club de Catalogne, annonçant une voiture chargée d'explosifs à un endroit indéterminé sur l'autoroute A-18, qui devait exploser entre 8h45 et 9h00. La voiture était cachée sous un tunnel à San Quirico de Terrassa, Barcelone. Alors que la police le recherchait, Antonio José passa à côté de la voiture en route vers son travail lorsque celle-ci a explosé à 7h55. Il est mort sur le coup. Il était membre du Partit dels Comunistes de Catalunya.

### José Luis López de Lacalle

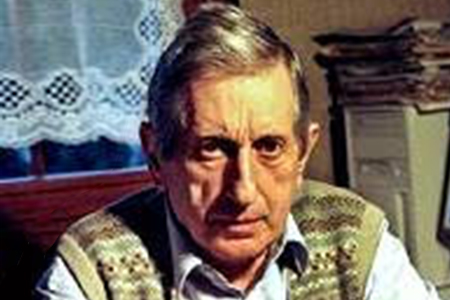
José Luis López de Lacalle

José Luis López de Lacalle était journaliste à El Mundo. Après avoir acheté les journaux du jour et pris son petit-déjeuner dans un café, comme il le faisait tous les jours, sur le chemin du retour à Andoáin, il a été abattu par un membre de l'ETA le 7 mai 2000.

### Juan Mari Jauregi Apalategi

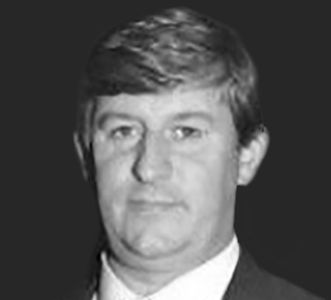
Juan Mari Jauregi

Juan Mari Jauregi a été gouverneur civil de Guipúzcoa de septembre 1994 à mai 1996. Au moment de l'attaque, il vivait au Chili et travaillait pour une entreprise implantés dans toute l'Amérique du Sud. Le 29 juillet 2000, alors qu'il se trouvait dans un café de Tolosa, deux hommes du commando Buruntza de l'ETA se sont approchés de lui et l'un d'eux lui a tiré une balle dans la tête. Il est décédé une heure et demie plus tard.

### Maximo Casado Carrera

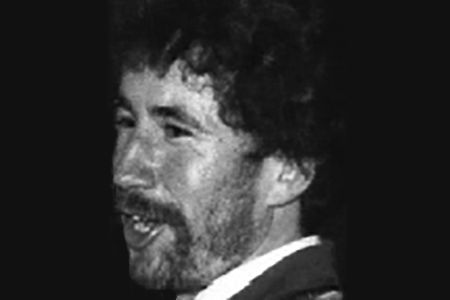
Maximo Casado

Il était chef de la prison Nanclares de la Oca, à Alava. Le 22 octobre 2000, vers 8 heures du matin, il quitte son domicile pour se rendre au travail. Dans le garage de la maison, alors qu'il tournait la clé pour démarrer le moteur de la voiture, une bombe placée par l'ETA sous le véhicule a explosé. Il est mort sur le coup. Il avait déjà reçu des menaces de l'ETA par courrier. En son honneur, en 2001, la mairie a nommé un jardin de Vitoria « Jardines Máximo Casado » (Jardins Máximo Casado).

### Ramón Díaz García

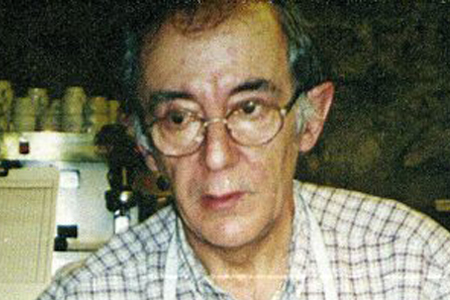
Ramón Díaz

Il était cuisinier au commandement naval de Saint-Sébastien. Il vivait dans le quartier de Loiola ; après avoir quitté la maison et avant d'aller travailler, il s'asseyait dans un bar pour boire un café. Dès qu'il démarra sa voiture, la bombe à ventouse que l'ETA avait placée sous la voiture a explosé. Quatre autres voisins ont été blessés. C'était une personne très populaire dans le quartier, car il était très impliqué dans les activités sportives.

## Hommage
Le 10 décembre 2021, au Centre de conférences Europa de Vitoria, CCOO a organisé une cérémonie pour reconnaître et honorer les douze membres assassinés par l'ETA, sous le slogan « Les 12 des commissions. Plus jamais ».

### Programme de cet hommage
L'hommage a été présidé par le secrétaire général du syndicat, Unai Sordo, qui était accompagné de nombreux syndicalistes, Carmen Maeztu, ministre des Droits sociaux du gouvernement de Navarre ; José Antonio Rodríguez Ranz, vice-ministre des Droits de l'homme, de la Mémoire et de la Coopération du gouvernement basque ; et Florencio Domínguez, directeur du Centre commémoratif des victimes du terrorisme.
Après les discussions institutionnelles, Juanra Unamuno et Felipe Juaristi ont offert un moment musical. Après avoir visionné une vidéo, Lourdes Pérez, rédactrice adjointe du Diario Vasco, a accordé un entretien aux familles des victimes.

### Prise de parole d'Unai Sordo
Lors de l'hommage, Unai Sordo a souligné qu'il était « d'obligation morale et syndicale » du syndicat de rendre hommage à la mémoire de ces douze membres, puisque « le souvenir et la délégitimation de la violence font partie du CCOO depuis sa création ». Se réapproprier la mémoire, c'est aussi envisager un avenir pacifique dans lequel personne ne pourra plus jamais justifier un meurtre. Le syndicat a remis une lettre aux familles des douze membres.